# Källa ödekyrka

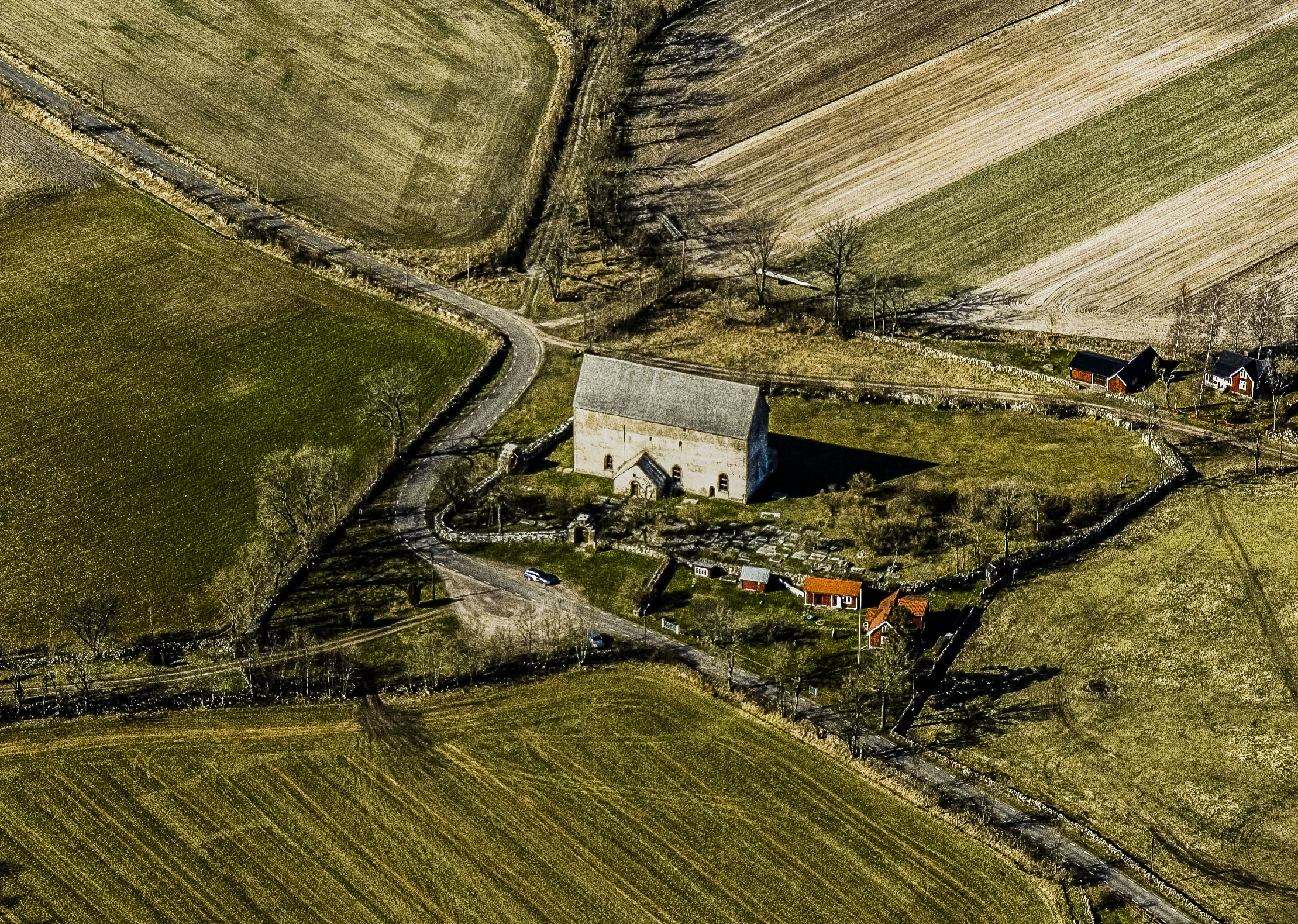
Källa gamla kyrka

Källa ödekyrka (auch Källa gamla kyrka genannt) ist die gut erhaltene Ruine einer Kirche im Kirchspiel Källa auf der schwedischen Insel Öland. Die heidnische Quelle (Källa), neben der die Kirche errichtet wurde, gab dem Kirchspiel seinen Namen. 
Erstmals ist der Name als “Keldo sokn” (altschwed. “kælda” für Quelle) 1360 belegt. Im Zuge der Errichtung der hölzernen Vorgängerkirche soll die Quelle von Olav dem Heiligen geweiht worden sein. Ursprünglich wurde mit der Quelle ein am nahen Hafen liegender Brunnen identifiziert, jedoch wurde 1960 ein weiterer, eingestürzter Brunnen im nordwestlichen Teil des Friedhofs entdeckt. Källa ist ein Hafen von dem aus Kalkstein verschifft wurde.

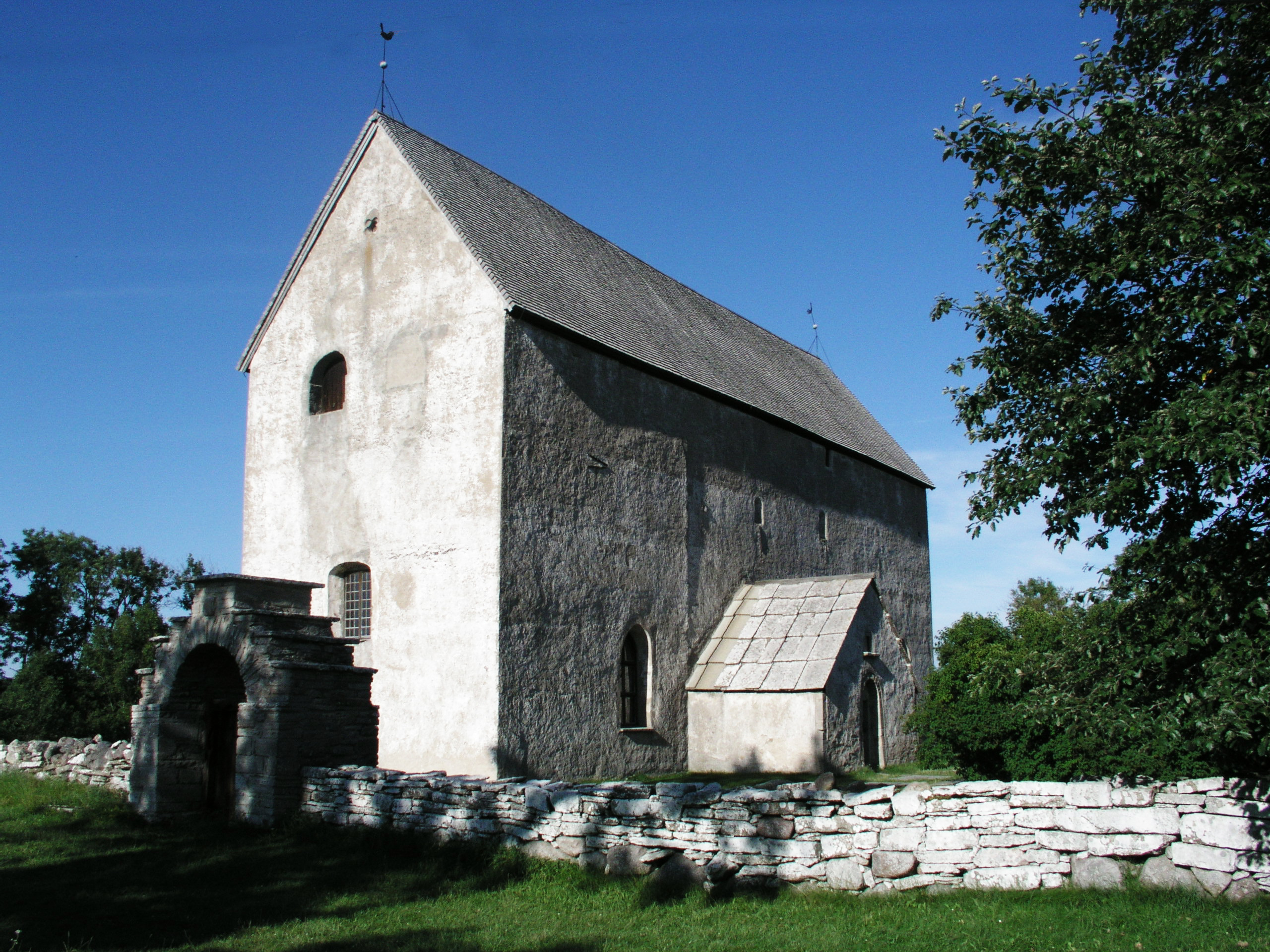
Källa ödekyrka von Südwesten mit Friedhofsmauer

## Baugeschichte

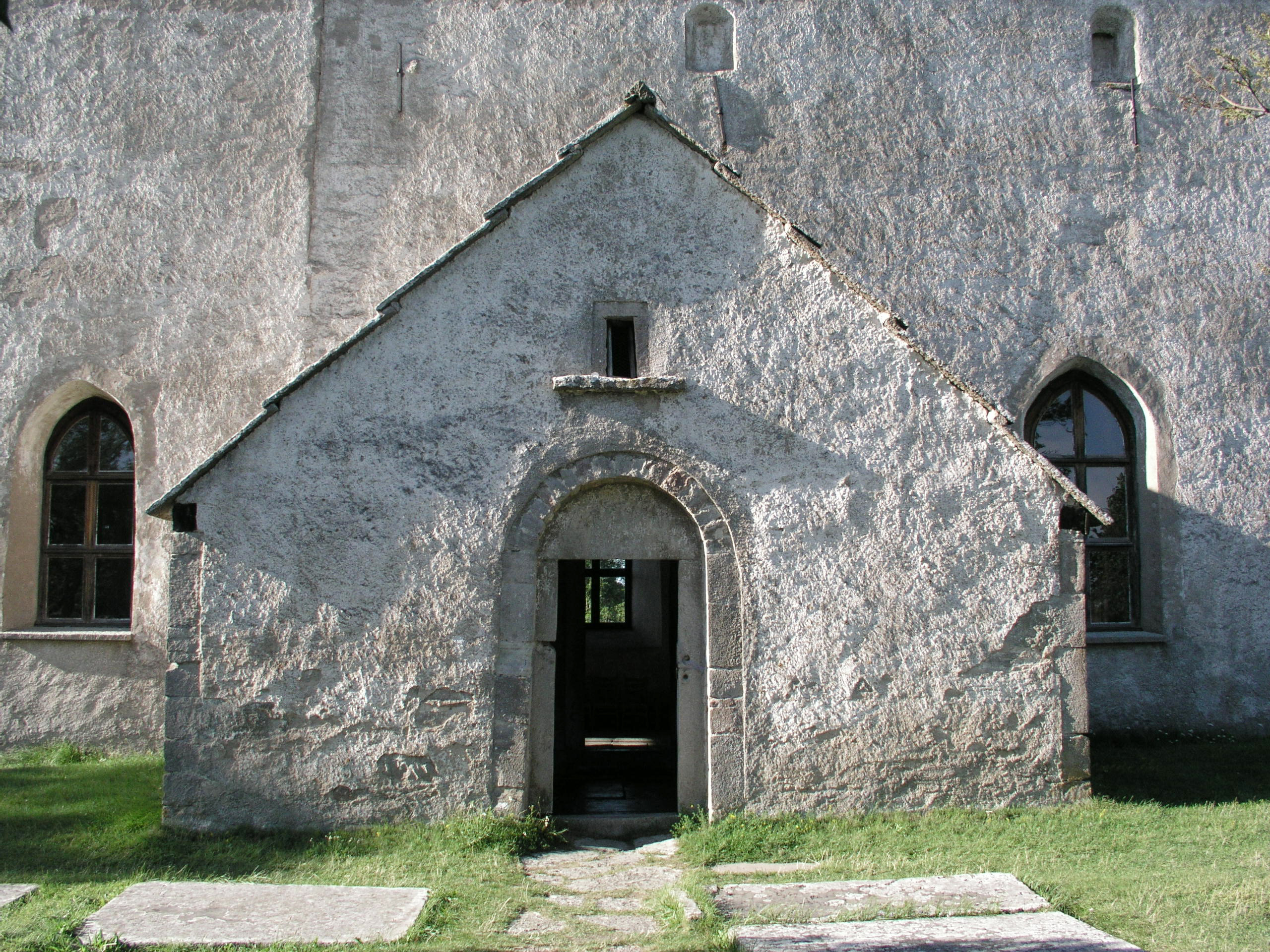
Südeingang mit Waffenhaus

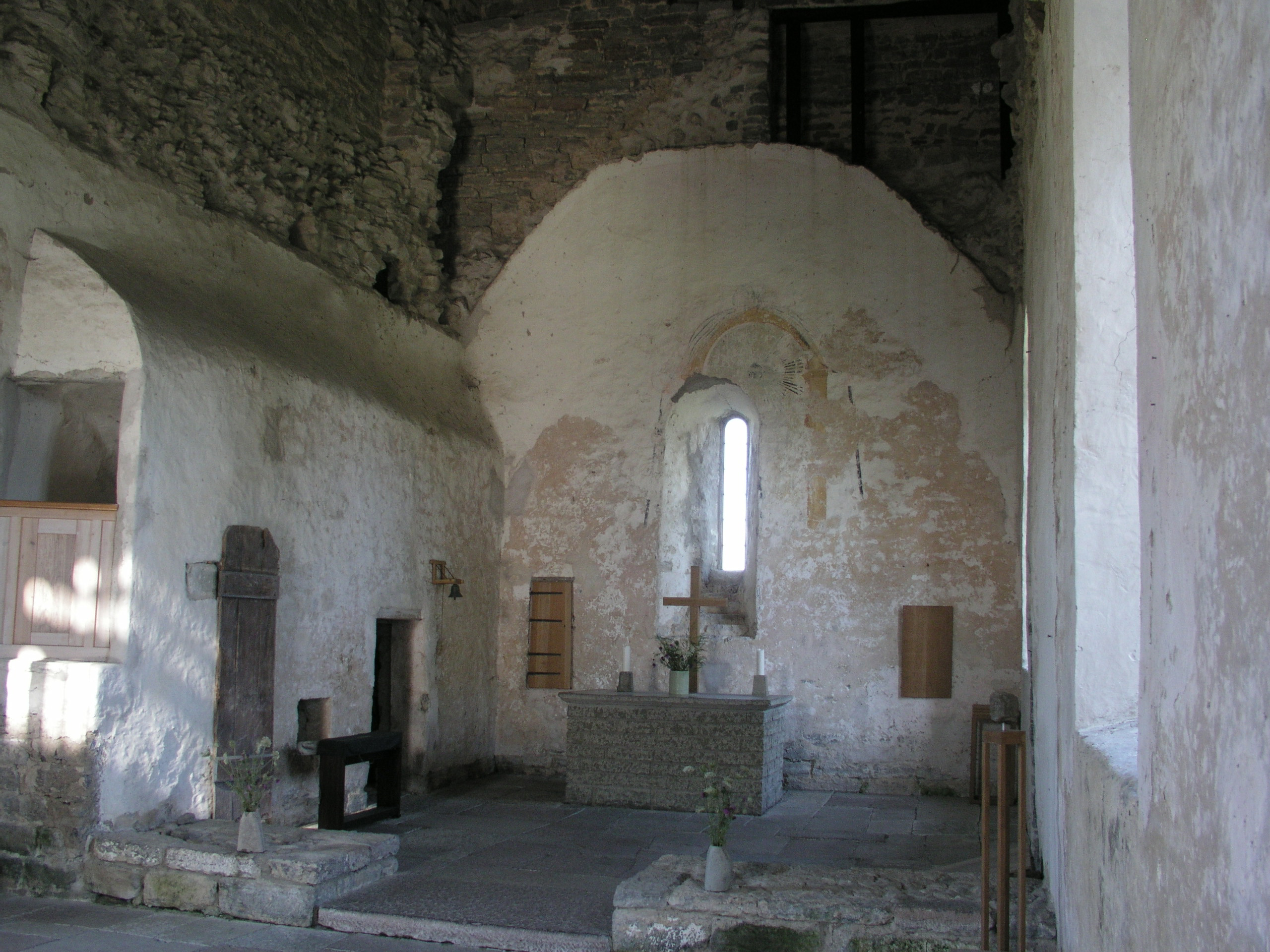
Innenansicht des Schiffes

Zur hölzernen Vorgängerkirche, die 1971 bei Grabungen innerhalb der heutigen Ruine entdeckt wurde, gehörte ebenfalls ein Friedhof. Neben Spuren von verbranntem Holz wurden Gräber entdeckt, in denen nach christlichem Brauch in Ost-West-Richtung bestattet war. Als die Überfälle und Plünderungen von der Ostsee her zunahmen, wurde im Laufe des 12. Jahrhunderts ein steinerner Verteidigungsturm errichtet. Er besaß fünf Stockwerke und war höher als der erhaltene Rest. Einige Stockwerke hatten jeweils zwei Tonnengewölbe, die abwechselnd in Ost-West- bzw. in Nord-Süd-Richtung ausgerichtet waren. Ein heute noch erhaltener Eingang ist auf der Westseite des Turmes in etwa sieben Meter Höhe sichtbar. Ob eine Verbindung zwischen dem Turm und der Holzkirche bestand, ist unklar.
Die heutige Kirche mit rechteckigen Grundriss wurde in der zweiten Hälfte des 12. Jahrhunderts bzw. am Anfang des 13. Jahrhunderts errichtet, wobei der abschließende, gerade Chor etwas schmaler als das Langhaus ist. Das Waffenhaus wurde auf der Südseite und die Sakristei an der nordöstlichen Ecke des Langhauses angebaut.
Das heutige Dach überdeckt sowohl die Reste des Turms als auch das Langhaus und den Chor. Von den Gewölben ist nichts erhalten, ebenso vom Zwischen- und Obergeschoss. Die Reste der Gewölbe sind als Ansätze noch im Mauerwerk erkennbar. Die Schießscharten im Obergeschoss sind nur von innen sichtbar und werden außen von Putz verdeckt.

## Umgebung
Der Friedhof ist von einer Mauer aus Kalk- und Sandstein umgeben. Sie ist etwa 1,3 m breit und variiert in der Höhe zwischen 90 cm im Süden und 1,3 m im Westen. In der Mauer liegen zwei Zugänge. Der südliche wurde 1756 um ein älteres, hölzernes Tor herum errichtet. Der 1827 errichtete westliche Zugang hatte ebenfalls einen Vorgängerbau aus Holz. Beide sind aus Kalkstein und besitzen einen Treppengiebel. Im nordöstlichen Bereich des Friedhofs befinden sich die Reste mehrerer Gebäude. Ob es sich dabei um die Reste eines Pfarrhofs handelt, ist unklar. Allerdings befand sich der Pfarrhof im 17. Jahrhundert bis zum Brand von 1630 westlich der Kirche.